# Podocallichirus
Podocallichirus is een geslacht van kreeftachtigen uit de klasse van de Malacostraca (hogere kreeftachtigen).

## Soort
- Podocallichirus madagassa (Lenz & Richters, 1881)